# Фокин-Уральский, Николай Тимофеевич
Николай Тимофеевич Фокин-Уральский (27 ноября (9 декабря) 1891, д. Рязанка (по другим данным в с. Лески), Карачевский уезд, Орловская губерния Российская империя — 4 февраля 1938, Оренбург, Советский Союз) — советский военачальник, кавалер двух орденов Красного Знамени до 1930 года.

## Биография
Служил в Русской императорской армии с 1911 года. Участвовал в первой мировой войне, дослужился до чина прапорщика. В конце войны был избран солдатами командиром батальона. После Октябрьской революции поступил на службу в Красную армию в 1918 году. Член РКП(б) с 1918. 
Активный участник Гражданской войны, многократно проявил героизм на фронтах. Инструктор по организации волостного отдела Всеобуча в Орловской губернии, командир батальона, помощник командира 1-го Сибирского полка, командир 439-го стрелкового полка, командир 3-й бригады в 49-й стрелковой дивизии. С сентября 1920 года — командир 3-й стрелковой дивизии. За боевые отличия на Уральском фронте в 1919-1920 присвоено право именоваться "Фокин-Уральский", вместо "Фокин".
После ранения на Южном фронте и увольнения в бессрочный отпуск занимал ряд видных партийно-хозяйственных постов. В 1922 году учился в Военной академии РККА, но не окончил и возвращён в народное хозяйство. В 1921 был назначен в Оренбурге начальником главного управления коневодства народного комиссариата земледелия Киргизской ССР (в 1920-1925 Оренбург был столицей Киргизской (Казахской впоследствии) ССР, на правах автономии входившей в РСФСР).
В Карачевском районе Орловщины, где проживали многие его родственники, существовала артель «Боевые командиры братья Фокины», ликвидированная в 1929 году с конфискацией имущества в пользу местного колхоза. Но в 1921-1923 годах высокопоставленный родственник принял участие в «бартерных» сделках – на Орловщину отправлял лошадей и сельскохозяйственный инвентарь для артели в обмен на овчины, соль, продукты. Когда афера вскрылась, в 1923 году, несмотря на боевые заслуги, ЦКК ВКП(б) исключила его из партии «как некоммунистический элемент». В том же 1923 году уволен из РККА в бессрочный отпуск.
На момент ареста работал уполномоченным по заготовке металла треста «Хлебострой» в Оренбурге. Репрессирован по обвинению в создании и руководстве «штабом военно-казачьей контрреволюционной организации», дело вёл лично начальник управления НКВД Оренбургской области А. И. Успенский.

### Чины
- прапорщик;
- подпоручик.

### Награды
- два ордена Красного Знамени (13.03.1920, 3.01.1925)[4]
- золотое оружие (не от РВСР, а вероятно местных властей)[5]